# Abatocera
Abatocera – rodzaj chrząszczy z rodziny kózkowatych i podrodziny zgrzypikowych.

## Zasięg występowania
Azja Południowo-Wschodnia; przedstawiciele tego rodzaju występują w Indonezji i na Filipinach.

## Systematyka
Do Abatocera zaliczanych jest 5 gatunków zgrupowanych w 2 podrodzajach:
- Podrodzaj: Abatocera
  - Abatocera arnaudi
  - Abatocera irregularis
  - Abatocera leonina
- Podrodzaj: Sternobatocera
  - Abatocera keyensis
  - Abatocera subirregularis